# Ivan Yefremov
Ivan Yefremov (n. 9 martie 1986, Regiunea Tașkent, Republica Sovietică Socialistă Uzbecă, URSS) este un halterofil ce a reprezentat Uzbekistan, medaliat olimpic. A participat la 2 ediții ale Jocurilor Olimpice (2012, 2016) în care a câștigat 1 medalie de bronz.